# 洛山寺
洛山寺（らくさんじ、ナクサンサ、낙산사）は、江原特別自治道襄陽郡降峴面前津里の五峰山にある寺院。671年に義湘が創建した寺院で、大韓仏教曹渓宗の第3教区に属し、新興寺の末寺である。関東八景の1つでもある。
山火事やモンゴルの侵攻、壬辰倭乱などの戦争で被害を何度も受けながら復興を遂げた寺院であり、李光洙は洛山寺の観音像に関する小説『夢』を書いた。2005年の山火事で文化財の銅鐘が焼失し、同年に銅鐘の宝物指定が解除された。